# Carol Bown
Carol Cecilia Bown Sepúlveda (Santiago, 30 de septiembre de 1978) es una abogada y política chilena, militante de la Unión Demócrata Independiente (UDI). Fue subsecretaria de la Niñez en el segundo mandato de Sebastián Piñera. Desde 2024 es alcaldesa de la comuna de San Miguel.

## Biografía
Nació el 30 de septiembre de 1978, en Santiago de Chile, hija de Ronald Steve Bown Fernández y María Teresa Sepúlveda Rodríguez.
En 1997 ingresó a estudiar derecho en la Pontificia Universidad Católica de Chile (PUC) egresando en 2001. En 2006 y 2007 realizó un magíster en políticas públicas de la Universidad del Desarrollo y después un máster en derecho en la Universidad de Georgetown entre 2007 y 2008.
Trabajó como asesora legislativa parlamentaria y asesora jurídica en las municipalidades de Huechuraba y Curacaví. Fue directora de formación de la Fundación Jaime Guzmán y fue académica de la Universidad del Desarrollo. Entre 2014 y 2018, ejerció como directora del Área de Asuntos Públicos en agencias de comunicación estratégica como Azerta y Burson Marsteller. Ha sido columnista del diario Pulso y el diario electrónico El Líbero.
Tiene 3 hijos y está casada con Nicolás Terrazas Lagos.

## Carrera política
Durante su época universitaria formó parte del Movimiento Gremialista de la Universidad Católica. 
Al inicio del primer gobierno de Sebastián Piñera, se desempeñó como Subsecretaria de Carabineros entre marzo de 2010 hasta su renuncia en enero de 2011, donde se vio presuntamente involucrada en el Pacogate. Posteriormente fue asesora del Ministerio de Desarrollo Social en materias de infancia.
El 12 de abril de 2018 en el segundo mandato de Piñera asumió la Subsecretaría de Niñez.
El 6 de enero de 2021 renunció al cargo de subsecretaria para poder competir por un cupo en la Convención Constitucional. Es la candidata en la lista de Chile Vamos por el distrito 15, correspondiente a gran parte de la región de O'Higgins, a pesar de que ella se encuentra inscrita para votar en la ciudad de Puerto Varas.
Resultó electa en los comicios de convencionales constituyentes del 15 y 16 de mayo de 2021.
En octubre de 2024 en las elecciones municipales de Chile, fue electa alcaldesa de la comuna de San Miguel con el 30,18% de los votos.

## Controversias

### Caso de Ámbar Cornejo
En agosto de 2020, durante su periodo como subsecretaria de la Niñez, Bown realizó controversiales declaraciones sobre el feminicidio de la menor Ámbar Cornejo por parte del asesino en serie chileno Hugo Bustamante Pérez. Debido a su situación de libertad condicional al momento del crímen, Bown aseguró entender la discusión en redes sociales sobre restablecer la pena de muerte y declaró que había que «ver cuál es la forma de sancionar a un juez que, por su ideología o por sus ideas, se transforma en un peligro para la sociedad». Sus dichos provocaron críticas de la defensora de la Niñez, Patricia Muñoz, quien le reprochó lo ineficiente de su labor en materia de prevención a las vulneraciones de derechos de niños, niñas y adolescentes. Posteriormente, Bown pidió disculpas de manera privada a la Corte Suprema, las cuales no fueron aceptadas por el pleno del Tribunal.

### Comentarios sobre feminismo
El 15 de abril de 2021, durante el programa de televisión de CNN Chile Aquí se debate, Bown tuve una tensa discusión, tras ser calificada como retrógrada  por Clemente Pérez, debido a su oposición al matrimonio entre personas del mismo sexo. Luego, indicó que para ella el feminismo «es como (estar) sobre los hombres, y yo creo que hombres y mujeres nos tenemos que complementar… y creo que nunca el machismo y el feminismo es bueno, es decir que uno le ponga el poder encima a otro creo que es negativo», lo cual le trajo la corrección de la animadora del espacio, Mónica Rincón, quien definió machismo y feminismo, indicándole que ambos términos no son equivalentes.

## Historial electoral

### Elecciones municipales de 2008
- Elecciones municipales de 2008, para la alcaldía de Quilicura[18]

| Candidato                 | Pacto                    | Partido | Votos  | %     | Resultado |
| ------------------------- | ------------------------ | ------- | ------ | ----- | --------- |
| Juan Carrasco Contreras   | Independiente            | Ind.    | 20 083 | 41,98 | Alcalde   |
| Maria Margarita Indo Romo | Concertación Democrática | DC      | 12 220 | 25,55 |           |
| Carol Bown Sepúlveda      | Alianza                  | UDI     | 10 227 | 21,38 |           |
| José Ortiz Arcos          | Juntos Podemos Más       | PC      | 2 060  | 4,31  |           |

### Elecciones de convencionales constituyentes de 2021
- Elecciones de convencionales constituyentes de 2021, para convencional constituyente por el distrito 15 (Codegua, Coinco, Coltauco, Doñihue, Graneros, Machalí, Malloa, Mostazal, Olivar, Quinta de Tilcoco, Rancagua, Rengo y Requínoa)[19]

| Candidato                | Pacto                          | Partido | Votos  | %    | Resultados   |
| ------------------------ | ------------------------------ | ------- | ------ | ---- | ------------ |
| Loreto Vallejos Dávila   | La Lista del Pueblo            | ILYP    | 17 059 | 9,42 | Convencional |
| Marcela Riquelme Aliaga  | Independiente (Fuera de Pacto) | Ind.    | 15 360 | 8,49 |              |
| Alvin Saldaña Muñoz      | Mov. Sociales y Autónomos      | ILP     | 8 876  | 4,90 | Convencional |
| Federico Iglesias Muñoz  | Vamos por Chile                | ILXP    | 8 445  | 4,66 |              |
| Carol Bown Sepúlveda     | Vamos por Chile                | UDI     | 7 396  | 4,08 | Convencional |
| Matías Orellana Cuellar  | Lista del Apruebo              | PS      | 7 229  | 3,99 | Convencional |
| Fernando Puentes Araneda | Mov. Sociales y Autónomos      | ILP     | 6 632  | 3,66 |              |
| Enrique López Meneses    | La Lista del Pueblo            | ILYP    | 6 314  | 3,49 |              |
| Damaris Abarca González  | Apruebo Dignidad               | ILYQ    | 6 010  | 3,32 | Convencional |
| Marcelo Herrera Oñate    | Partido Unión Patriótica       | UPA     | 5 502  | 3,04 |              |
| Ximena Nogueira Serrano  | Lista del Apruebo              | PS      | 5 463  | 3,02 |              |